# Matrang
Matrang, pseudonimo di Alan Arkad'evič Chadzagarov (in russo Алан Аркадьевич Хадзарагов?; Vladikavkaz, 20 aprile 1995), è un cantante e rapper russo di origini ossete.

## Biografia
Matrang si è fatto conoscere con la hit Meduza, primo ingresso dell'artista nella hit parade russa e ucraina; il brano, candidato per un premio Viktorija e due premi Muz-TV, ha anticipato l'uscita dell'album in studio d'esordio, dal titolo Ėja e pubblicato nel maggio 2018. Il disco ha inoltre prodotto un secondo brano di successo, Voda.
Nel gennaio 2019 è avvenuta la messa in commercio del secondo LP Da, a cui ha fatto seguito l'album Tri (2020).

## Discografia

### Album in studio
- 2018 – Ėja
- 2019 – Da
- 2020 – Tri

### Singoli
- 2018 – Meduza
- 2018 – Omo
- 2018 – Voda
- 2018 – Ot Luny do Marsa
- 2018 – Provoda
- 2018 – Zamykat'
- 2018 – Bronza
- 2019 – So mnoj
- 2019 – Prosnis'
- 2019 – Duren'
- 2019 – Privet (con Basta)
- 2019 – Ostavajsja
- 2019 – Matrang
- 2019 – S samim soboj
- 2019 – Krug
- 2020 – Mama
- 2020 – Vel'vetovye časy
- 2020 – Fas
- 2020 – Ment
- 2020 – Vzaperti
- 2021 – Ruki na ruke
- 2021 – Patriarchat
- 2021 – Zamančivaja
- 2021 – Mimo vetra (con Musja Totibadze)
- 2023 – Legato